# Răcire
În fizică, răcirea este  procesul termodinamic de scădere a  temperaturii. Dacă răcirea se face sub punctul de înghețare a apei (sub 0 °C), se vorbește despre refrigerare.

## Domenii în care se folosește răcirea
În clădiri și locuințe
- Răcirea alimentelor și a produselor biodegradabile în vederea păstrării lor
- Răcirea aerului în vederea climatizării

În industrie
- În industria alimentară
- În industria chimică
- La prelucrări la cald
- La tratamente termice, de exemplu călire
- La prelucrări mecanice

În construcții
- La răcirea betonului

La diferite mașini și aparate
- Răcirea componentelor electrice (generatoare, motoare)
- Răcirea componentelor electronice (din computere etc.)
- Răcirea motoarelor cu ardere internă și a motoarelor rachetă
- Răcirea compresoarelor
- Răcirea condensatoarelor din termocentrale

## Alte cazuri în care intervine răcirea
- Scăderea temperaturii mediului (răcirea vremii sau a climei)